# Rui Caetano
Rui Miguel Teixeira Caetano (Paredes, 20 april 1991) is een Portugees voetballer die bij voorkeur als linksbuiten speelt. Hij speelt sinds januari 2014 voor Gil Vicente.

## Clubcarrière
Rui Caetano speelde in de jeugd vijf jaar bij Paredes en zeven jaar bij FC Porto. In 2010 trok hij naar Paços de Ferreira. Hij debuteerde op 14 augustus 2010 in de Primeira Liga tegen Sporting Clube de Portugal. Tijdens het seizoen 2012/13 eindigde de club derde, waardoor het mocht deelnemen aan de voorronde van de Champions League. Op 2 januari 2014 tekende Caetano een contract bij reeksgenoot Gil Vicente.

## Interlandcarrière
Caetano kwam uit voor diverse Portugese  nationale jeugdelftallen. Op 5 september 2011 speelde hij zijn enige wedstrijd voor Portugal -21, een oefenwedstrijd tegen Frankrijk.